# Pete DeCoursey
Peter L. "Pete" DeCoursey (1 de septiembre de 1961 - 1 de enero de 2014) fue un prominente reportero de noticias políticas estadounidense. Trabajó como periodista encubierto de política, en Pensilvania, durante casi tres décadas, sirviendo luego como jefe de la oficina para el servicio de noticias en línea capitolwire.com.

## Primeros años y educación
DeCoursey nació en Filadelfia, Pensilvania y se graduó por la Universidad de Yale, en 1984 con una licenciatura en Lengua Inglesa y Literatura.

## Carrera
Comenzó su carrera profesional como asistente del concejal de la ciudad de Filadelfia, Ann Land. Luego trabajó como secretario de prensa del representante Bob Borski, de Filadelfia, desde finales de 1987 hasta finales de 1990.
En agosto de 1990, se convirtió en reportero a tiempo completo para el Reading Eagle-Times, en Reading, Pensilvania. Trabajó como reportero político y columnista de The Patriot-News en Harrisburg, Pensilvania desde marzo de 1997 hasta 2005, antes de ser contratado por GovNetPA para producir contenido original de noticias para Capitolwire.com, donde se convirtió en jefe de la oficina.

## Muerte
DeCoursey murió el 1 de enero de 2014, en casa de sus padres en Filadelfia tras una larga batalla contra el cáncer de páncreas y pulmón. Su última columna para Capitolwire.com fue publicado la semana de su muerte.